# آنالیسا کوکرین
آنالیسا کوکرین (انگلیسی: Annalisa Cochrane) یک هنرپیشه آمریکایی است. او اولین بار در فیلم تلویزیونی عروسی که آنلاین خرید (۲۰۱۵) روی پرده ظاهر شد. او برای نقش تکرارشونده‌اش یاسمین در سریال نتفلیکس کبرا کای (۲۰۱۸–اکنون) و نقش اصلی‌اش در نقش ادی پرنتیس در سریال طاووس یکی از ما دروغ می‌گوید (۲۰۲۱-۲۰۲۲) که مورد ستایش منتقدان قرار گرفت، شناخته شده است.